# Bernhard Kast
Bernhard „Bernd“ Kast (* 8. September 1948 in Augsburg; † 30. November 2022 in Ulm) war ein  deutscher Kanu-Sportler.

## Werdegang
Kast hat sich von früher Jugend an für den Kanu-Wildwassersport interessiert. Ohne besondere Vorbereitung erschien er mit geliehenem Boot im Mai 1967 zum Qualifizierungswettbewerb für die Kanu-Weltmeisterschaften. Er qualifizierte sich und wurde im Alter von 19 Jahren auf Anhieb Vizeweltmeister.
Zusammen mit Peter Lust aus Frankfurt und Lothar Zentgraf aus München gewann er in der Mannschaft die Silbermedaille.
Von 1967 bis 1973 gewann er dann in Serie bei den Deutschen Kanumeisterschaften im Einzel jeweils die Goldmedaille. 1971 wurde er schließlich auch noch Weltmeister im Einzel.
Am 16. Juni 1970 wurde ihm für seine sportlichen Erfolge das Silberne Lorbeerblatt verliehen.